# Imre Erdődy
Imre Erdődy (Budapest, 26 marzo 1889 – Budapest, 11 gennaio 1973) è stato un ginnasta ungherese vincitore di una medaglia d'argento olimpica nel concorso a squadre.
Nel 1912 vinse l'argento ai Giochi della V Olimpiade a Stoccolma (squadra composta, oltre da Erdődy, da József Berkes, Samu Fóti, Imre Gellért, Győző Halmos, Ottó Hellmich, István Herczeg, József Keresztessy, Lajos Aradi, János Krizmanich, Elemér Pászti, Árpád Pédery, Jenő Reti, Ferenc Szűts, Ödön Téry, Géza Tuli).